# Joni Ernst
Pour les articles homonymes, voir Ernst.
Joni Kay Ernst, née Culver le 1er juillet 1970 à Red Oak (Iowa), est une femme politique américaine, membre du Parti républicain et sénatrice de l'Iowa au Congrès des États-Unis depuis 2015.

## Biographie

### Mandats locaux en Iowa
Militaire de carrière avec le grade de lieutenant-colonel et membre du Parti républicain, elle est élue dans l'Iowa au poste d'auditeur (Auditor) du comté de Montgomery en 2004 et réélue en 2008. Elle entre au Sénat de l'Iowa en 2011 lors d'une élection spéciale visant à pourvoir le siège laissé vacant par Kim Reynolds (12e district), qui vient d'être élue lieutenant-gouverneur de l'État. Ernst est réélue en 2012, pour un mandat plein.

### Sénatrice des États-Unis

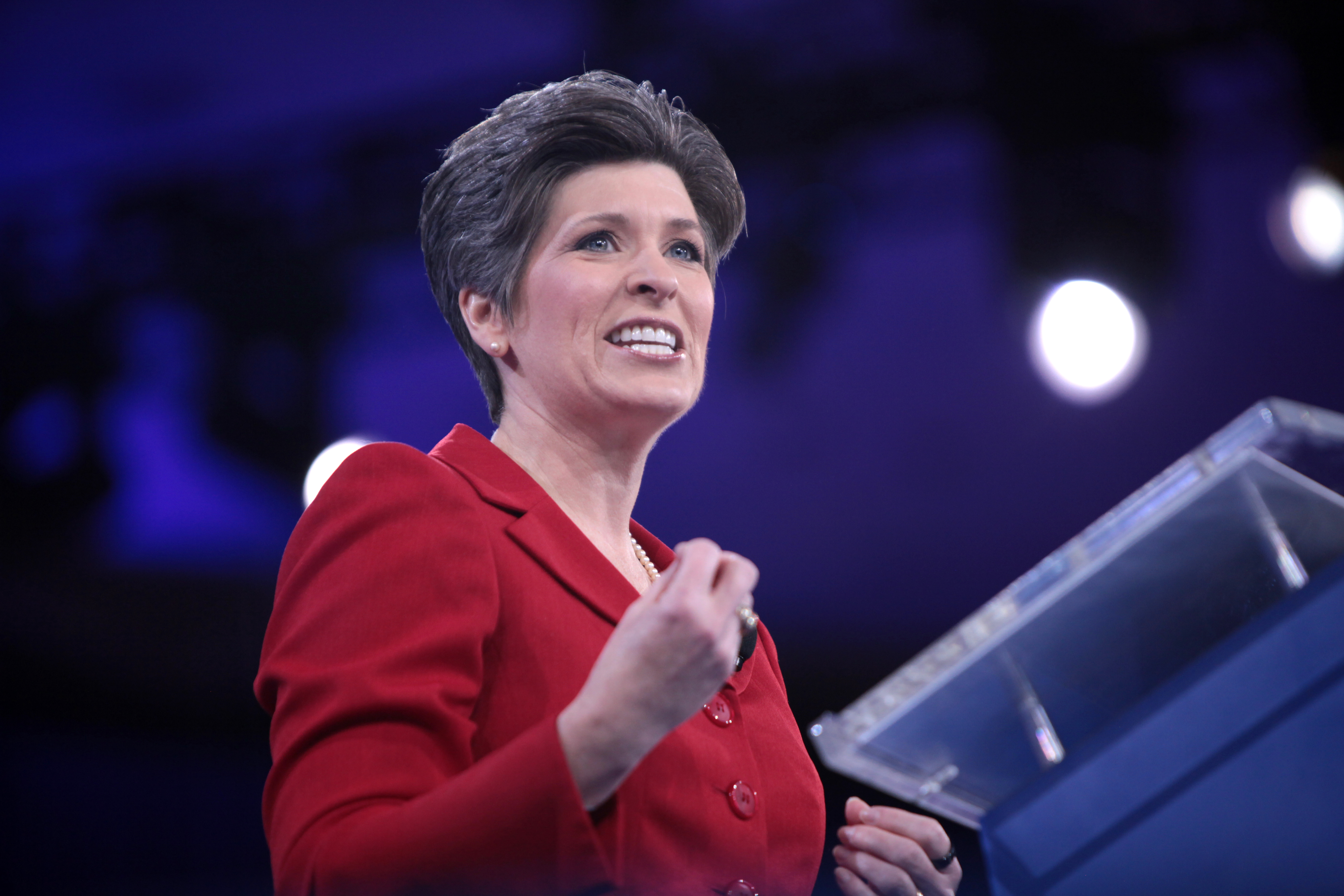
Joni Ernst à la Conservative Political Action Conference (CPAC) de 2016).

Elle devient sénatrice des États-Unis pour l'Iowa à l'issue des élections sénatoriales de 2014, lors desquelles elle bat Bruce Braley, candidat du Parti démocrate, par 52,1 % des voix face à 43,8 %. Succédant au démocrate Tom Harkin, ne se représentant pas à un sixième mandat, elle est la première femme à représenter l'État au Congrès et la première femme vétéran entrant au Sénat des États-Unis.
En 2016, elle est citée comme possible candidate du Parti républicain au poste de vice-président des États-Unis pour la campagne présidentielle de 2016 au côté de Donald Trump, mais refuse finalement cette possibilité. En 2019, elle devient vice-présidente de la Conférence républicaine du Sénat, cinquième personnage dans l'ordre protocolaire du groupe parlementaire, succédant à Roy Blunt. Lors des élections de 2020, elle est réélue avec plus de facilité que ce que les sondages laissent prévoir : elle obtient 51,8 % des suffrages contre 45,2 % à la démocrate Theresa Greenfield, tandis que les républicains gagnent trois des quatre districts congressionnels de l'État alors qu'ils n'en détiennent qu'un avant le scrutin.

### Prises de position

#### Questions économiques et sociales
Elle soutient l'abrogation de l'Obamacare et une plus large privatisation du secteur de la santé, déplorant l'existence d'une « génération de personnes qui comptent sur le gouvernement pour leur fournir absolument tout ».
Elle s'oppose à un salaire minimum fédéral et soutient l’autonomie des États sur cette question. Elle considère que l'augmentation des salaires n'est pas une solution pour lutter contre la pauvreté en raison des risques de destruction d’emplois.
Au Sénat de l'Iowa, elle a travaillé sur une législation qui réduirait les impôts fonciers. Elle est favorable à des baisses d’impôts, à la réduction des dépenses sociales et à la rigueur budgétaire.

#### Questions environnementales
Elle rejette le consensus scientifique sur le changement climatique et prône un allègement des règlementations sur la question de la protection de l’environnement,.
En 2014, elle a déclaré être « catégoriquement opposée » au marché des droits à polluer, une approche basée sur le marché pour réduire les émissions de carbone. Elle a soutenu en 2017 le retrait des États-Unis des accords de Paris sur le climat et a appelé à la suppression de l'Agence de protection de l'environnement.

#### Politique étrangère
Sur les questions de politique extérieure, elle a soutenu l'invasion de l'Irak et réaffirmé en 2014 que ce pays possédait à l'époque des armes de destruction massive. Elle s'est opposée en 2015 à l'accord de Vienne sur le nucléaire iranien. En janvier 2020, elle a exprimé son soutien à l'assassinat par l'armée américaine du général iranien Qassem Soleimani. Elle critique régulièrement la Russie, jugeant que celle-ci ne pourrait jamais être « un véritable ami ou allié » des États-Unis, mettant notamment en cause l'annexion de la Crimée, son soutien à la Syrie et ses « actions agressives dans la politique intérieure des États-Unis ». Elle se montre critique à l'égard de l'Arabie saoudite à la suite de l'assassinat du journaliste Jamal Khashoggi mais estime néanmoins nécessaire de continuer à la soutenir dans sa guerre au Yémen.